# Турово (Харьковская область)
Турово (укр. Турове) — село, Светличанский сельский совет, Золочевский район, Харьковская область, Украина.
Код КОАТУУ — 6322685505. Население по переписи 2001 года составляет 164 (72/92 м/ж) человека.

## Географическое положение
Село Турово находится на правом берегу реки Лопань, выше по течению примыкает пгт Казачья Лопань, ниже по течению на расстоянии в 1,5 км — село Макарово, на противоположном берегу село Новая Казачья и железнодорожная станция Новая Казачья. Возле села небольшие лесные массивы (дуб).

## Экономика
- Молочно-товарная ферма.
- Магазин